# Geflügelte Worte

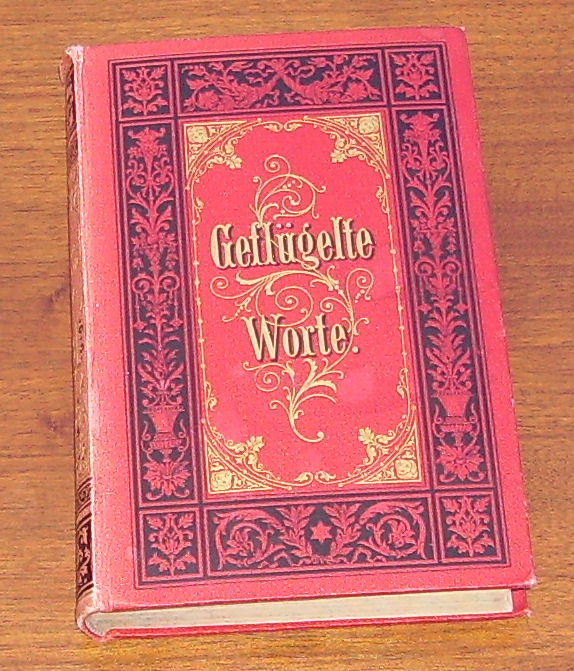
Georg Büchmann: Geflügelte Worte, 1880

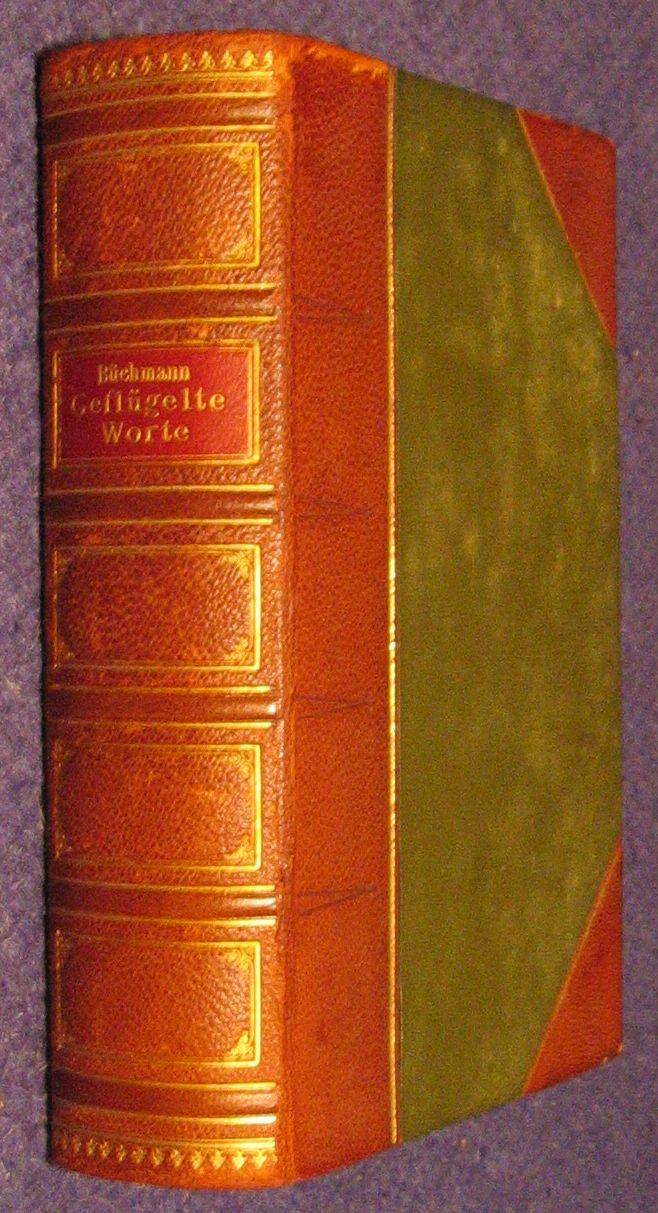
Walter Robert-tornow: Geflügelte Worte, 1898

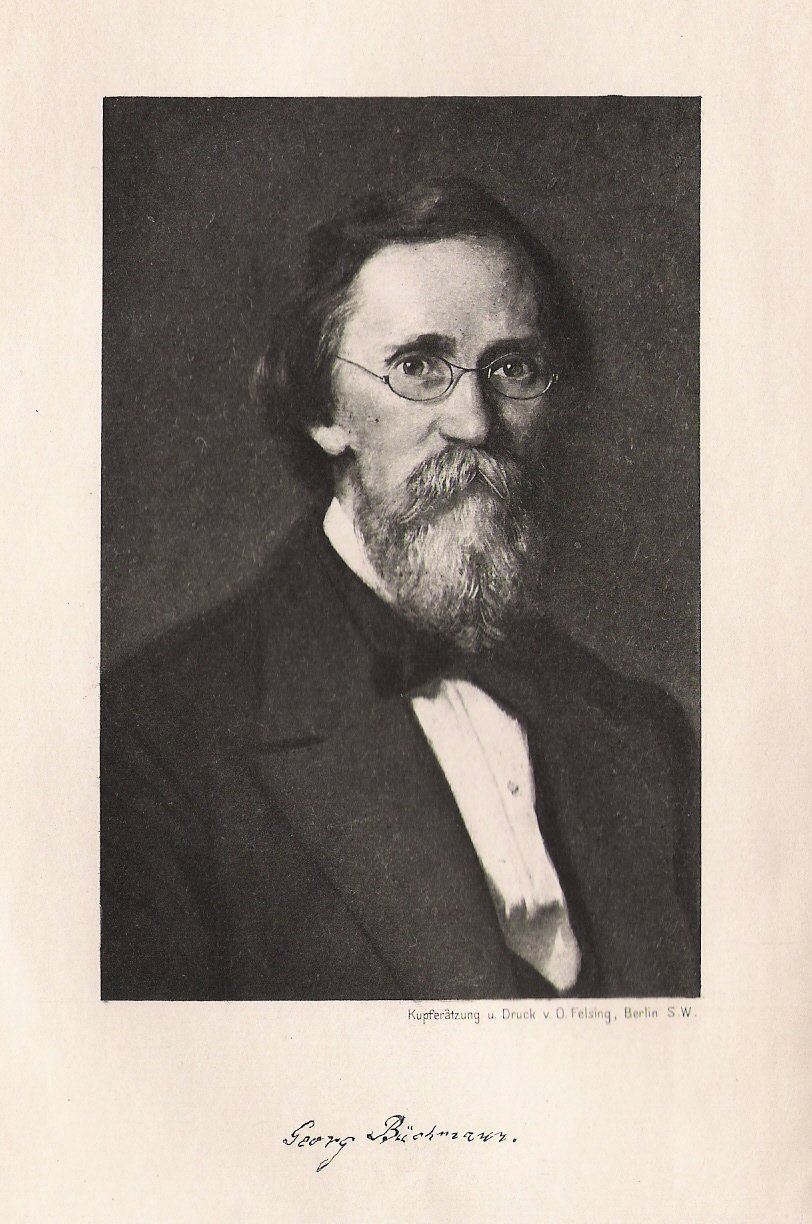
Georg Büchmann. Nach einem Gemälde von Helene Büchmann, Radierung von Hans Meyer

Geflügelte Worte ist eine Zitatensammlung des Berliner Oberlehrers Georg Büchmann (Geflügelte Worte – der Citatenschatz des deutschen Volkes), deren erste Auflage im Jahr 1864 erschien und die weite Verbreitung in Deutschland fand. Sie stellte im 19. Jahrhundert und darüber hinaus ein Standardwerk der Sammlung sogenannter Geflügelter Worte dar.

## Georg Büchmann
August Methusalem Georg Büchmann (* 4. Januar 1822 in Berlin; † 24. Februar 1884 in Berlin-Schöneberg) war ein deutscher Philologe und Gymnasiallehrer. Seine Zitatensammlung etablierte sich als Standardwerk, und ihr Titel ist seitdem mit dem in ihr behandelten Stoff verbunden.

Bis dahin hieß geflügelte Worte nur, was es bei Homer heißt, nämlich 

„schnell von den Lippen des Redenden enteilende, zum Ohre des Hörenden fliegende Worte“

## Der Begriff „Geflügeltes Wort“
Erst seit dem Erscheinen von Büchmanns Zitatensammlung wird der Ausdruck im Sinn von
- literarisch belegbaren
- in den allgemeinen Sprachschatz des Volkes übergegangenen
- allgemein geläufigen

Redensarten angewandt.
Büchmanns Sammlung beliebter Zitate, die zu populären Redensarten geworden waren, stützte sich dabei zumeist auf lateinische oder griechische Redewendungen, so wie es mit „Geflügelte Worte“ (griechisch: ἔπεα πτερόεντα – épea pteróenta) selbst der Fall ist. Der Ausdruck kommt in der Ilias 46-mal, in der Odyssee 58-mal vor. Die Worte erreichen gleichsam auf Flügeln das Ohr des Hörers. Die deutsche Formulierung ist eine Schöpfung des Dichters Johann Heinrich Voß, dessen Iliasübersetzung 1793 erschien.
Büchmanns Bezeichnung wurde bald in anderen Sprachen übernommen. Thomas Carlyle benutzte 1888 in einem Essay über Walter Scott den Ausdruck winged words schon im Sinn von zitierbaren Sentenzen.

## Die Sammlung
Büchmanns Sammlung führte neben deutschen Quellen auch Bibelzitate, griechische und römische Zitate der klassischen Antike und Werke aus der europäischen und amerikanischen Literatur auf, soweit sie Einfluss auf die deutsche Gymnasialbildung und auf die literarische Kultur gehabt hatten. Neben dem Wortlaut (und ggf. einer deutschen Übersetzung) führt er die genaue Quelle und eine Erläuterung der Bedeutung auf. Redewendungen, deren Ursprung unklar ist, wurden und werden nicht berücksichtigt.
Parallel zu der umfangreichen Gesamtausgabe erschien im gleichen Verlag (Haude & Spener) eine stark gekürzte „Volksausgabe“. Für Festreden wurden beide gerne herangezogen. So wurde bald „Der weiß alles nur aus dem Büchmann“ zum beliebten Vorwurf der Halbbildung.
Da Büchmanns Begriffsbestimmung der geflügelten Worte vage war, findet sich unter der Bezeichnung genaugenommen ein Sammelsurium von Redewendungen, Aphorismen, Sprichwörtern, Antonomasien und literarischen Zitaten.
In der 1882 erschienenen 13. Auflage schrieb Büchmann:

„Die ganz willkürlich gewählte Benennung ‚Geflügelte Worte‘, welche ich diesem Buche gab, ist allgültig geworden und über Deutschlands Grenzen hinausgedrungen. Es erschien 1871 in Holland unter dem Titel ‚Gevleugelde Woorden‘ ein klägliches Machwerk, welches mich ausbeutete, ohne daß mein Name darin auch nur erwähnt wurde. Eine sehr erfreuliche, in der Anlage sich eng an mein Buch anschließende, aber trotzdem selbständige dänische Bearbeitung des Stoffes hat 1878 Oscar Arlaud in Kopenhagen unter dem Titel ‚Bevingede Ord‘ geliefert und die Zitate der dänischen Sprache hinzugefügt. Im Jahre 1881 ließ er ein ebenso lobenswertes Supplement erscheinen. Arvid Ablfeld gab 1880 in Stockholm eine Zitatensammlung unter dem Titel ‚Bevingade Ord‘ heraus, zu welcher die meinige und Oscar Arlauds benutzt worden sind und welche außerdem die schwedischen und finnischen Zitate bringt.“

Auch nach Büchmanns Tod 1884 wurden die Geflügelten Worte weiter aufgelegt und dabei von wechselnden Lektoren um Veraltetes, Modisches und Kurzlebiges gekürzt und durch zeitgenössische Zitate erweitert. Dabei schwanden mehr und mehr die Sorgfalt und qualitative Verlässlichkeit des büchmannschen Werkes, welche einst seinen Erfolg begründet hatten. Seit Ablauf des Urheberrechts 1954 erschienen mittlerweile mehrere auseinandergehende Ausgaben, unter anderem von Ullstein, Droemer Knaur und Reclam.
Schon in der 27. Auflage, die 1926 erschien und von Bogdan Krieger bearbeitet wurde, wurden Zitate von „Systemgrößen“ wie Philipp Scheidemann, Joseph Wirth und Gustav Stresemann „angeprangert“, wie es in der Geschichte des Verlages Haude & Spener von 1939 heißt. Auch in der Zeit des Nationalsozialismus erschien 1937 im Verlag der Haude & Spenerschen Buchhandlung, Max Paschke, Berlin eine aktualisierte Ausgabe mit ergänzten Zitaten Aus der Geschichte nach der Machtübernahme der NSDAP.

## Herkunft der Zitate
Büchmann lässt seine Zitatensammlung mit Zitaten aus der Bibel beginnen und begründet dies folgendermaßen:

„Kein Werk der Literatur hat unsere Sprache so nachhaltig beeinflußt wie die Heilige Schrift. Das ist namentlich das Verdienst eines Mannes: Martin Luther, der seine Bibelübersetzung 1521 auf der Wartburg begann und 1534 abschloß.“

Er weist darauf hin, dass sich nicht alle dieser Redewendungen wörtlich in der Lutherbibel finden, denn oft sind sie scherzhafte Weiterbildungen.
Etwa 30 Prozent der Sammlung – und damit den größten Teil – nehmen Zitate aus den Werken deutschsprachiger Schriftsteller ein. Daneben sind die lateinischen Schriftsteller die zweithäufigsten in Büchmanns Zitatensammlung. Viele davon sind Rechtssprüche, die noch heute im Gebrauch sind.
Bei den zahlreichen Neuauflagen erwies es sich als notwendig, einen Anhang „Aus dem Zeitgeschehen“ anzugliedern, denn viele der neu aufgenommenen geflügelten Worte fügen sich nur schwer in den Aufbau des Buchs ein. Viele sind nicht mehr einem einzigen Land zuzuordnen. Andere lassen sich nicht unter die Rubriken Literatur oder Geschichte fassen, so die Beispiele aus den Massenmedien oder der Werbung.

## Gliederung
Büchmann gliederte seine Zitatensammlung hauptsächlich nach Ländern. Diese Gliederung wurde in späteren Auflagen beibehalten und nur wenig erweitert.
1. Aus der Bibel
2. Aus volkstümlicher Überlieferung
3. Aus deutschsprachigen Schriftstellern
4. Aus nordischen Schriftstellern
5. Aus französischen Schriftstellern
6. Aus englischsprachigen Schriftstellern
7. Aus italienischen Schriftstellern
8. Aus spanischen Schriftstellern
9. Aus russischen Schriftstellern
10. Aus polnischen Schriftstellern
11. Aus orientalischen Schriftstellern
12. Aus griechischen Schriftstellern
13. Aus lateinischen Schriftstellern
14. Aus der Geschichte: Hellas
15. Aus der Geschichte: Das alte Rom
16. Aus der Geschichte: Das päpstliche Rom
17. Aus der Geschichte: Italien
18. Aus der Geschichte: Spanien
19. Aus der Geschichte: Frankreich
20. Aus der Geschichte: Russland
21. Aus der Geschichte: Polen
22. Aus der Geschichte: Holland
23. Aus der Geschichte: England
24. Aus der Geschichte: Amerika
25. Aus der Geschichte: Deutschland und Österreich
26. Aus dem Zeitgeschehen

## Ausgaben
- Geflügelte Worte. Der Citatenschatz des Deutschen Volks. 1. Auflage, Haude- und Spenersche Buchhandlung, Berlin 1864. MDZ Reader
- Geflügelte Worte. Der Citatenschatz des Deutschen Volks. 2. Auflage, Haude- und Spenersche Buchhandlung, Berlin 1865. MDZ Reader
- Geflügelte Worte. Der Citatenschatz des Deutschen Volks. 3. umgearbeitete und vermehrte Auflage, Haude- und Spenersche Buchhandlung, Berlin 1866. MDZ Reader
- Geflügelte Worte. Der Citatenschatz des Deutschen Volks. 4. umgearbeitete und vermehrte Auflage, Haude- und Spenersche Buchhandlung, Berlin 1867. MDZ Reader
- Geflügelte Worte. Der Citatenschatz des Deutschen Volks. 6. verbesserte und vermehrte Auflage, Haude- und Spenersche Buchhandlung, Berlin 1871. MDZ Reader
- Geflügelte Worte. Der Citatenschatz des Deutschen Volks. 9. verbesserte und vermehrte Auflage, Haude- und Spenersche Buchhandlung, Berlin 1876. MDZ Reader
- Geflügelte Worte. Der Citatenschatz des Deutschen Volks. 11. umgearbeitete und vermehrte Auflage, Haude- und Spenersche Buchhandlung, Berlin 1879. MDZ Reader
- Geflügelte Worte. Der Citatenschatz des Deutschen Volkes. 12. verbesserte und vermehrte Auflage, Haude- und Spenersche Buchhandlung, Berlin 1880. Archive.org
- Geflügelte Worte. Der Citatenschatz des Deutschen Volks. 13. vermehrte und umgearbeitete Auflage, Haude- und Spenersche Buchhandlung, Berlin 1882. Archive.org, Digitalisat
- Geflügelte Worte. Der Citatenschatz des deutschen Volkes. Geammelt und erläutert von Georg Büchmann. Nach des Verfassers Tode fortgesetzt von Walter Robert-ternow. 18. verbesserte und vermehrte Auflage. (90stes bis 100stes Tausend), Haude- und Spenersche Buchhandlung, Berlin 1895. Archive.org
- Geflügelte Worte : der Citatenschatz des deutschen Volkes. 20., verm. u. verb. Aufl., Haude & Spener, Berlin 1900 (Digitalisat)
- Geflügelte Worte. Der Zitatenschatz des deutschen Volkes gesammelt und erläutert von Georg Büchmann. Fortgesetzt von Walter Robert-ternow. 23. verbesserte und vermehrte Auflage  bearbeitet von Eduard Ippel. Haude- und Spenersche Buchhandlung, Berlin 1907.  Archive.org
- Der neue Büchmann. Geflügelte Worte. Der klassische Zitatenschatz. Gesammelt und erläutert von Georg Büchmann, fortgesetzt von Walter Robert-tornow, 43. Auflage (einzige von der Erstausgabe 1864 unmittelbar fortgeführte Originalausgabe, neu bearbeitet und aktualisiert von Winfried Hofmann), Ullstein, München 2003, ISBN 3-550-06829-8.
- Der neue Büchmann. Geflügelte Worte. Der klassische Zitatenschatz. Gesammelt und erläutert von Georg Büchmann, fortgesetzt von Walter Robert-tornow, unveränderte Taschenbuchausgabe der 43., neu bearbeiteten und aktualisierten Ausgabe von Winfried Hofmann, Ullstein, Berlin 2007, ISBN 978-3-548-36953-2.
- Geflügelte Worte. Vollständige Taschenbuchausgabe, 22. Auflage. Droemer Knaur, München 1996, ISBN 3-426-07502-4.
- Der große Büchmann. Geflügelte Worte. Bearbeitet und aktualisiert von Jürgen Bolz und Claudia Krader, Knaur, München 2003, ISBN 3-426-66751-7.
- Geflügelte Worte. Der klassische Zitatenschatz. Fortgesetzt von Walter Robert-tornow. Bearbeitet von Winfried Hofmann. Ullstein, Berlin 2007, ISBN 3-548-36953-7.

## Wirkungsgeschichte

Der feldgraue Büchmann

Büchmanns Geflügelte Worte waren ein vielgekauftes Buch, das in jeder gutbürgerlichen Familie vorhanden war. Deshalb gibt es eine beträchtliche Zahl von Nachahmungen, Varianten und Spezialsammlungen, die sich auf Büchmann berufen.
- Parvulus Mastix: Der rothe Büchmann. Classische Citate mit sozial-demokratischen, christlich-sozialen und Centrum-mistischen nebst verschiedenen und vielen anderen Extempore’s. Bachmann, Leipzig 1879.
- Alfred Hermann Fried: Der kleine Büchmann. Eine Sammlung der landläufigsten Citate und berühmtesten Aussprüche in deutscher, lateinischer, französischer, englischer und italienischer Sprache. In alphabetischer Reihenfolge. 2. Auflage, Gressner & Schramm 1886.
- Paul Lindenberg: Berliner geflügelte Worte. Eine Sammlung Berliner Worte und Redensarten. Lazarus, Berlin 1887.
- Georg Winter: Ungeflügelte Worte. Zugleich Ergänzung zu Büchmann. Votsch, Augsburg 1888.
- Franz Friedrich Maseidek: Geflügelte Worte aus und über Österreich. Ein Supplement zu Büchmanns ‚Geflügelten Worten‘. Schalk, Wien 1896.
- Gustav Hochstetter: Der feldgraue Büchmann. Geflügelte Kraftworte aus der Soldatensprache. Verlag der Lustigen Blätter, Berlin 1916.
- Willy Bünger: Büchmann der Artistik. Geflügelte Worte der Artistenwelt. Beisswanger, München 1919.
- Kurt Fröhlich: Auf Flügeln des Gesanges. Ein musikalischer Büchmann. Breitkopf & Härtel, Leipzig 1920.
- Erich Ebstein: Ärztliche Lebensweisheit in über 400 Sprüchen, Sentenzen und Aphorismen. Ein medizinischer Büchmann. Enke, Stuttgart 1931.
- Hans-Joachim Schoeps: Ungeflügelte Worte. Was nicht im Büchmann stehen kann. Haude & Spener, Berlin 1971, ISBN 3-7759-0131-0.
- Dominikus Großhirn (das ist Manfred Bosch): Der neue Büchmann. Aus dem Wortschatz einer Klassikergesellschaft. edition nautilus, Verlag Schulenburg, Hamburg 1977, ISBN 3-921523-17-6.
- Kurt Böttcher, Karl Heinz Berger, Kurt Krolop, Christa Zimmermann: Geflügelte Worte. Zitate, Sentenzen und Begriffe in ihrem geschichtlichen Zusammenhang. Bibliographisches Institut, Leipzig 1981.